# Миллмэн, Дэн
Дэн Миллмэн (англ. Dan Millman; род. 22 февраля 1946 года) — американский гимнаст, первый чемпион мира по прыжкам на батуте, ныне тренер в университете, инструктор боевых искусств, писатель, философ.
12 книг Миллмэна были переведены на 29 языков. Наиболее популярные из них — «Путь мирного воина», «Жизнь, которую Вы родились прожить» и «Путешествия Сократа».
2 июня 2006 года на экраны США вышел фильм «Мирный воин», снятый по мотивам автобиографической книги «Путь Мирного Воина».

## Биография
1964 год — чемпион мира по прыжкам на батуте среди мужчин.
1965 — золотая медаль на Маккабиаде.
В 1968 году Дэн оправился от травмы и снова стал выступать в чемпионате NCAA.
В 1968 году Миллмэн стал работать в Стэнфордском университете. В Стенфорде он тренировал будущего олимпийского чемпиона Стива Хуга (англ. Steve Hug).
В 1972 году он поступил в Оберлинский колледж.
В дальнейшем Миллмэн путешествовал по миру и изучал разные течения йоги и боевых искусств в своих путешествиях. Вернувшись в США, он стал выступать с лекциями как мотивационный оратор.

### Номинации и награды
Дэн Миллман был номинантом премии Ниссена.
Он получил звания:
- Старший спортсмен года;
- Студент-спортсмен года в Гимбеле;

Миллман включен в списки «Зал спортивной славы Калифорнийского университета в Беркли» (англ. UC Berkeley Athletic Hall of Fame) и «Зал славы гимнастики США» (USA Gymnastics Hall of Fame).

## Семья
Дэн Миллмен женат на Джой, у них трое детей и двое внуков.
Дэн и его жена Джой живут в северной Калифорнии.